# Bryum magellanicum
Bryum magellanicum là một loài rêu trong họ Bryaceae. Loài này được Sull. Müll. Hal. mô tả khoa học đầu tiên năm 1851.